# Contea di Treasure
La contea di Treasure (in inglese Treasure County) è una contea del Montana, negli Stati Uniti. Il suo capoluogo amministrativo è Hysham.

## Storia
La contea di Treasure è stata istituita il 7 febbraio 1919.

## Geografia fisica
La contea ha un'area di 2.549 km² di cui lo 0,53% è coperto d'acqua. Confina con le seguenti contee:
- contea di Rosebud - nord-est
- contea di Big Horn - sud
- contea di Yellowstone - ovest

### Evoluzione demografica

Situazione demografica

## Città principali
- Hysham (capoluogo)

### Aree non incorporate
- Bighorn
- Myers
- Sanders
- Rancher

## Strade principali
- Interstate 94

## Musei
- Treasure County 89ers Museum